# Antwortpsalm
Der Antwortpsalm (lateinisch Psalmus responsorius), traditionell auch Graduale genannt, gehört zu den Zwischengesängen im Wortgottesdienst der heiligen Messe und ist auch Bestandteil einer Wort-Gottes-Feier.
Laut Grundordnung des Römischen Messbuchs (Nr. 61) ist der Antwortpsalm ein „wesentliches Element des Wortgottesdienstes“ und von „großer pastoraler und liturgischer Bedeutung“, weil er die Betrachtung des Wortes Gottes fördert. Der Psalm vertieft die erste Lesung, ist aber zugleich selbst eine biblische Lesung. Der Antwortpsalm ist als Wechselgesang mit der Antiphon als responsum (‚Antwort‘) verbunden, einem gesungenen Ruf, mit dem die Gemeinde auf den Vortrag der Psalmverse durch einen Kantor oder eine Schola antwortet.
Der Antwortpsalm wird nach der ersten Lesung der heiligen Messe vom Kantor oder Psalmisten vom Ambo aus oder von der Schola von deren Platz aus gesungen. Nach der zweiten Lesung wird der Ruf vor dem Evangelium gesungen. In Ausnahmefällen kann der Antwortpsalm (nicht aber dessen Kehrvers bzw. der Ruf vor dem Evangelium) vom Lektor gesprochen werden.
Wird vor dem Evangelium nur eine Lesung vorgetragen, folgen Antwortpsalm und Ruf vor dem Evangelium unmittelbar aufeinander, wenn nicht nur eines von beiden gesungen wird. Bei zwei Lesungen kann während  der Fastenzeit oder bei Messfeiern für Verstorbene nach der zweiten Lesung anstelle des Rufs vor dem Evangelium ein zweiter Psalm, der Tractus, gesungen werden. 
Der Antwortpsalm muss der Thematik der Lesung entsprechen. Welche Verse eines Psalms jeweils zu singen sind, ist im Lektionar festgelegt. Er darf – wie auch die Lesung – 
nicht gegen einen nicht biblischen Text ausgetauscht werden.
Auch nach der Liturgiereform kann weiterhin lateinisch das Graduale aus dem Graduale Romanum oder dem Graduale Novum gesungen werden. In manchen Gemeinden ist jedoch noch die früher in der Betsingmesse geläufige Praxis üblich, den Antwortpsalm durch eine zum Inhalt der Lesung passende Liedstrophe aus dem Gotteslob zu ersetzen; dies ist im Messbuch nur als Ersatz „im Notfall“ vorgesehen, wird jedoch oft praktiziert.